# Johannes Koll
Johannes Koll (* 1964 in Köln) ist ein deutscher Historiker und Archivar. Seine Forschungsschwerpunkte sind deutsche, österreichische, belgische und niederländische Geschichte der Neuzeit, Nationalismus und Nationalsozialismus sowie Universitäts- und Wissenschaftsgeschichte.

## Leben
Aufgewachsen in Köln, studierte Johannes Koll ab 1986 an der dortigen Universität die Fächer Mittlere und Neuere Geschichte, Musikwissenschaft, Philosophie und Politikwissenschaft. Seine Magisterarbeit (unveröffentlicht) befasste sich mit Liberalismus und Nationalismus bei Paul Achatius Pfizer (1801–1867), seine Dissertation handelte über „Die belgische Nation“. Patriotismus und Nationalbewußtsein in den Südlichen Niederlanden am Ende des 18. Jahrhunderts. Im Juni 1999 war er der zweite Doktorand des Historischen Instituts der Universität zu Köln, der die neu eingeführte Form der Disputation anstelle des Rigorosums bestreiten konnte. Im Dezember 2013 habilitierte er sich für Neuere und Neueste Geschichte an der Historisch-Kulturwissenschaftlichen Fakultät der Universität Wien auf der Grundlage der Habilitationsschrift über die Besatzungspolitik des „Großdeutschen Reiches“, die der österreichische Nationalsozialist Arthur Seyß-Inquart in seiner Funktion als Reichskommissar zwischen 1940 und 1945 in den besetzten Niederlanden zu verantworten hatte.
Im Anschluss an Anstellungen als Wissenschaftliche Hilfskraft und Wissenschaftlicher Mitarbeiter an der Universität zu Köln war Koll Wissenschaftlicher Mitarbeiter am Zentrum für Niederlande-Studien der Westfälischen Wilhelms-Universität Münster (2000–2005), Gastprofessor für die Geschichte des Benelux-Raums an der Universität Wien (2005–2007) und Postdoc an der Wirtschaftsuniversität Wien (2007–2014). Seit 2015 leitet er das damals neugegründete Universitätsarchiv der WU Wien. Zudem ist Koll Senior Scientist am Institut für Wirtschafts- und Sozialgeschichte und seit 2016 wissenschaftlicher Leiter des Provenienzforschungsprojekts der Wiener Wirtschaftsuniversität. An derselben Universität leitet er das Gedenkprojekt, das mit einem Mahnmal und einem virtuellen Gedenkbuch der Opfer nationalsozialistischer Verfolgung an der Vorgängerin der Wirtschaftsuniversität Wien, der Hochschule für Welthandel, gedenkt, sowie weitere Forschungsprojekte zur Geschichte der Wirtschaftsuniversität Wien (Untersuchung akademischer Ehrungen an Personen mit Verbindung zum NS-Regime; jüdische Studierende aus Galizien an der K.K. Exportakademie und der Hochschule für Welthandel zwischen 1898 und 1938).
Koll hat an Universitäten in Deutschland, Österreich und den Niederlanden gelehrt, hat mehrere Stipendien und Fellowships innegehabt und war Gastforscher an Forschungseinrichtungen in Amsterdam, Berlin, Warschau und Wassenaar. Er ist Mitglied in wissenschaftlichen Beiräten von Fachzeitschriften wie dem Journal of Belgian History und – bis 2023 – den Studies on National Movements. Ergebnisse seiner historischen Forschungen hat er überdies regelmäßig in Zeitungen, Radio- und Fernsehsendungen präsentiert.
Eine nebenberufliche Tätigkeit als Organist, in deren Rahmen er im Juni 1990 einen 2. Preis bei einem internationalen Orgelwettbewerb in der niederländischen Stadt Elburg gewonnen hatte, gab er 1999 auf.

## Historiographisches Werk
Das Publikationsverzeichnis von Johannes Koll weist ein breites Spektrum an Themen, Regionen und Forschungsfeldern auf, die den Zeitraum vom 18. bis zum 20. Jahrhundert abdecken.
In der Dissertation hat er anhand der belgischen Geschichte ein Modell für eine Typologisierung von Patriotismus im Zeitalter des Übergangs vom „Ancien Régime“ zur Moderne zur Diskussion gestellt. Demnach rivalisierten während der Brabantischen Revolution und der kurzzeitigen Vereinigten Belgischen Staaten (1789/90) ein ständisch-korporativer Patriotismus, ein dynastisch-fürstenstaatlicher Patriotismus, ein Reformpatriotismus und ein Verfassungspatriotismus um Einfluss auf die Gesellschaft der Österreichischen Niederlande.
Wie die Dissertation ist auch die Druckfassung seiner Habilitationsschrift in zahlreichen Rezensionen besprochen worden. Magnus Brechtken hob in seiner Besprechung die „Achtsamkeit des Autors“ hervor, „in seinem Stil eine passende Balance zwischen wissenschaftlicher Detail-Ausführlichkeit und sprachlicher Anschaulichkeit zu halten.“ Das Buch biete „eine geradezu enzyklopädische Analyse der Herrschafts-, Verwaltungs- und Verfolgungspraxis.“

## Schriften (Auswahl)
- ‚Die belgische Nation‘. Patriotismus und Nationalbewußtsein in den Südlichen Niederlanden im späten 18. Jahrhundert. Waxmann, Münster 2003, ISBN 3-8309-1209-9.
- Arthur Seyß-Inquart und die deutsche Besatzungspolitik in den Niederlanden (1940–1945). Böhlau, Wien/Köln/Weimar 2015, ISBN 978-3-205-79660-2 (Habilitationsschrift).

als Herausgeber
- Belgien. Geschichte – Politik – Kultur – Wirtschaft. Aschendorff, Münster 2007, ISBN 978-3-402-00408-1.
- Nationale Bewegungen in Belgien. Ein historischer Überblick. Waxmann, Münster 2009, ISBN 978-3-8309-2152-3.
- „Säuberungen“ an österreichischen Hochschulen 1934–1945. Voraussetzungen, Prozesse, Folgen. Böhlau, Wien/Köln/Weimar 2017, ISBN 978-3-205-20336-0.
- mit Alexander Pinwinkler: Zuviel der Ehre? Interdisziplinäre Perspektiven auf akademische Ehrungen in Deutschland und Österreich. Böhlau, Wien/Köln/Weimar 2019, ISBN 978-3-205-20680-4.